# Barðaströnd

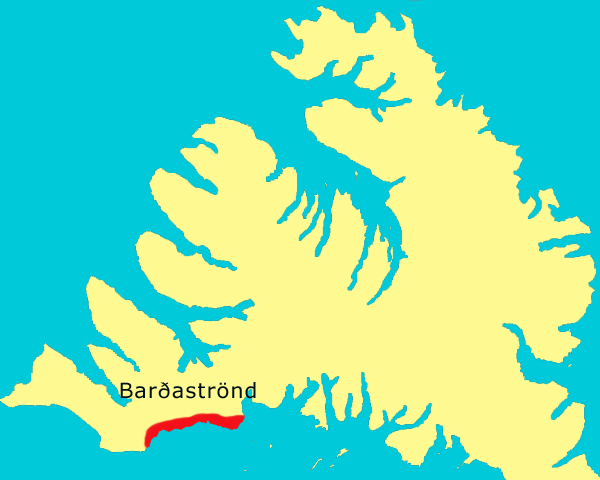
A Barðaströnd a Vestfirðir térképén jelölve

Barðaströnd egy történelmi terület Izland északnyugati részén Vestfirðir kerületben. A partvidék a Vatnsfjörður és a Sigluneshlíðar közt fekszik a Vestfirðir-félsziget déli partvidékén. Ez az a vidék, ahol a viking származású Flóki Vilgerðarson először állította fel téli táborát.
Barðastrandarsýsla izlandi megye is Barðaströndről kapta nevét.
Ezen a parton egy 12 millió évvel ezelőtti formáció üledékei találhatók 10 és 18 méter közötti vastagságban. Ezek homokkő és iszapkő váltakozásai, amelyekben a miocén időszakból származó növényi kövületek találhatók, ami egy Amerikából származó korai gyarmatosításra utal.

## Fordítás
Ez a szócikk részben vagy egészben  a   Barðaströnd című angol Wikipédia-szócikk ezen változatának fordításán alapul.  Az eredeti cikk szerkesztőit annak laptörténete sorolja fel. Ez a jelzés csupán a megfogalmazás eredetét és a szerzői jogokat jelzi, nem szolgál a cikkben szereplő információk forrásmegjelöléseként.